# ポジャールスキー公 (装甲巡洋艦)
ポジャールスキー公、またはポジャルスキー公（ポジャールスキーこう、ロシア語: «Князь Пожа́рскій»）は、ロシア帝国が配備した最初期の装甲巡洋艦（броненосный крейсеръ）のひとつ。ロシア最初の大等級鉄製装甲船（первое железное броненосное судно большого ранга）。
当初は航洋型の装甲フリゲート（броненосный фрегатъ）として設計されたが、配備後すぐに改修工事を受けて装甲巡洋艦に準じた設計となり、その就役期間の大半を装甲巡洋艦として運用された。ロシア帝国海軍がクリミア戦争敗戦からの復興と外洋進出を熱望した19世紀後半に艦隊主力として整備した、「大洋巡洋艦」（«Океанскій крейсеръ»）シリーズ 3 番目の巡洋艦である。
設計上、当初は帆装装甲砲門フリゲート（рангоутный броненосный батарейный фрегатъ）、改装後は装甲巡洋艦と呼ばれたが、ロシア帝国海軍の正式分類では次のように分類された。当初はコルベット（корветъ）または装甲コルベット（броненосный корветъ）、1866年11月8日からはフリゲート（фрегатъ）または装甲フリゲート、1892年2月1日からは 1 等巡洋艦（крейсеръ I ранга）に分類された。第一線を退いたのち、1906年3月11日からは練習船（учебное судно）、1909年10月27日からは繋留廃艦（блокшивъ）に分類された。
艦名は、ロシアでは救国の英雄として知られる D・M・ポジャールスキー公に敬意を表して命名された。姉妹艦は、ポジャールスキー公の相方であるクジマ・ミーニンから「ミーニン」と命名されている。

## 概要

### 背景
木造蒸気軍艦の時代の次にやってきたのは装甲艦の時代であったが、初期の装甲艦は重防禦と重武装に重きが置かれており、航行性能は二の次であった。装甲艦の低い速力と短い航続距離は、非装甲の機帆走フリゲートにも活躍の場を残したが、それらはやがて二つの観点から次の段階へと発展した。一方の観点は、艦の性質、用途であった。しばしば「巡洋艦」と呼ばれるように、フリゲートには高い航洋性と独立性が期待された。その要求を満たすためにフリゲートは比較的大型で鉄製の船体を持つことになったが装甲はなされておらず、大きな速力と航続力を持つかわりに武装は少なく、少ない乗員で動かされた。防禦の脆弱さは、抜きん出た速力によって逃げるということで補われるという考えであった。もう一方の観点は、フリゲートにも防禦装甲を与えるという発想であった。これによって出現したのが、装甲フリゲートであった。
両観点の両立は、専ら外洋向けのフリゲートに対して求められた。例えば、沿岸域防衛用に設計された装甲フリゲートである「砲塔フリゲート」は進入した敵艦艇を撃退する「移動」要素のひとつであったが、装甲を持つかわりに低い航行性能と短い航続距離しか持たない「沿岸防衛巡洋艦」であり、二番目の観点しか考慮していない。
ロシア帝国でふたつの観点両面からのアプローチがなされたのは、1861年に起工された木造58 門級フリゲート「ペトロパヴロフスク」と「セヴァストーポリ」に対してが初めてであった。これらは1862年末に設計が変更され、武装を減らすかわりに口径を拡大し、何より重要なことには、厚み 114 mm の装甲で船体を覆うこととされていた。1864年と1865年に進水した両艦は、 12 kn から 12.5 kn という悪くない速力と航洋性を発揮した。両艦の性能はバルト海のような閉ざされた海域で活動するには十分な能力であったが外洋での活動には不十分であり、そのため通商破壊や敵沿岸部への襲撃任務を行うことができず、第一の観点、つまり「巡洋艦」としての要求を満たしていなかった。
ロシアにおける国産装甲艦建造の第二段階は、従来の木造船体を鉄製にすると同時に防禦装甲を持たせ、なおかつ活発な外洋航海能力を持つ巡洋艦を建造することであった。この構造上の特徴と航行性能上の要求の両方を初めて満たす艦として設計されたのが、「ポジャールスキー公」級装甲フリゲートであった。

### 設計
クリミア戦争での敗戦後、ロシア帝国はまず沿岸域防衛用の艦隊を創設した。その作業が一段落した1864年3月、装甲艦シリーズの第二弾を着工する決定がなされた。新しい装甲艦は国内造船所で国産資材を用いて建造することとされており、特に大きな戦闘力と高い航洋性が要求された。海軍省は、イギリスのE・J・リード技師の設計した装甲フリゲート「ベレロフォン」を原型にした装甲フリゲートの建造を決定した。当時、海軍省は 5 つの設計から 8 隻の艦船の建造を予定しており、そのうち 2 隻が「S」設計による砲門装甲艦（Батаре́йные бронено́сцы по прое́кту «С»）と呼ばれたこの装甲フリゲートになった。
原型の「ベレロフォン」は1863年に起工し、1865年4月に進水した。その排水量は 7551 t で、全長 300 フィート（91.4 m）、幅 56 フィート 1 インチ（17.1 m）、喫水 26 フィート 7 インチ（8.1 m）の寸法を持っていた。帆装のほかに動力装置として図示出力 6521 馬力の筒装機関（筒型レシプロ機関） 1 基を持ち、機走時に 14 kn、帆走時に 10 kn の速力と、速度 9 kn で 1500 海里の航続距離を持っていた。防禦装甲の厚みは、装甲帯が 5 - 6 インチ（127 - 152 mm）、砲座で 6 インチ、司令塔で 6 - 8 インチ（152 - 203 mm）、隔壁で 5 インチ、甲板で 5 - 1 インチ（13 - 25 mm）となっていた。武装と防禦装甲の配置から、最初の中央砲門艦に数えられている。
ロシア帝国で建造する装甲フリゲートはこれより小型とすることになったが、ロシア海軍省は「ベレロフォン」より優れた速力を求めたため、船体は幅に対する長さの比率は 5.58 に拡大され、より細長い形状になった。武装については、「ベレロフォン」より砲熕兵装の数を減らして各砲の口径を拡大した。そして、砲列を防禦の劣る舷側に漫然と配置するのをやめて船体中央部に集め、その部分をとりわけ強固な防禦で固めた砲廓とした。船体にはすでにロシア最初の双砲塔装甲艇「スメールチ」で確立された技術を用い、ブラケット（格子）方式を採用してほぼ全長にわたって二重船底が設けられることになった。帆走時の抵抗を抑えるため、スクリューは木造フリゲートと同様、巻き揚げ式とされた。船首には、衝角が設置された。

### 建造
同型艦 2 隻が建造されることとなり、 1 隻目は1864年10月21日に著名なイギリスの請負人 K・ミッチェルの立会いの下、建造契約が結ばれた。この設計は、このときには「8 門級装甲コルベット」（«Восьмипу́шечный бронено́сный корве́тъ»）と呼ばれるようになっていた。

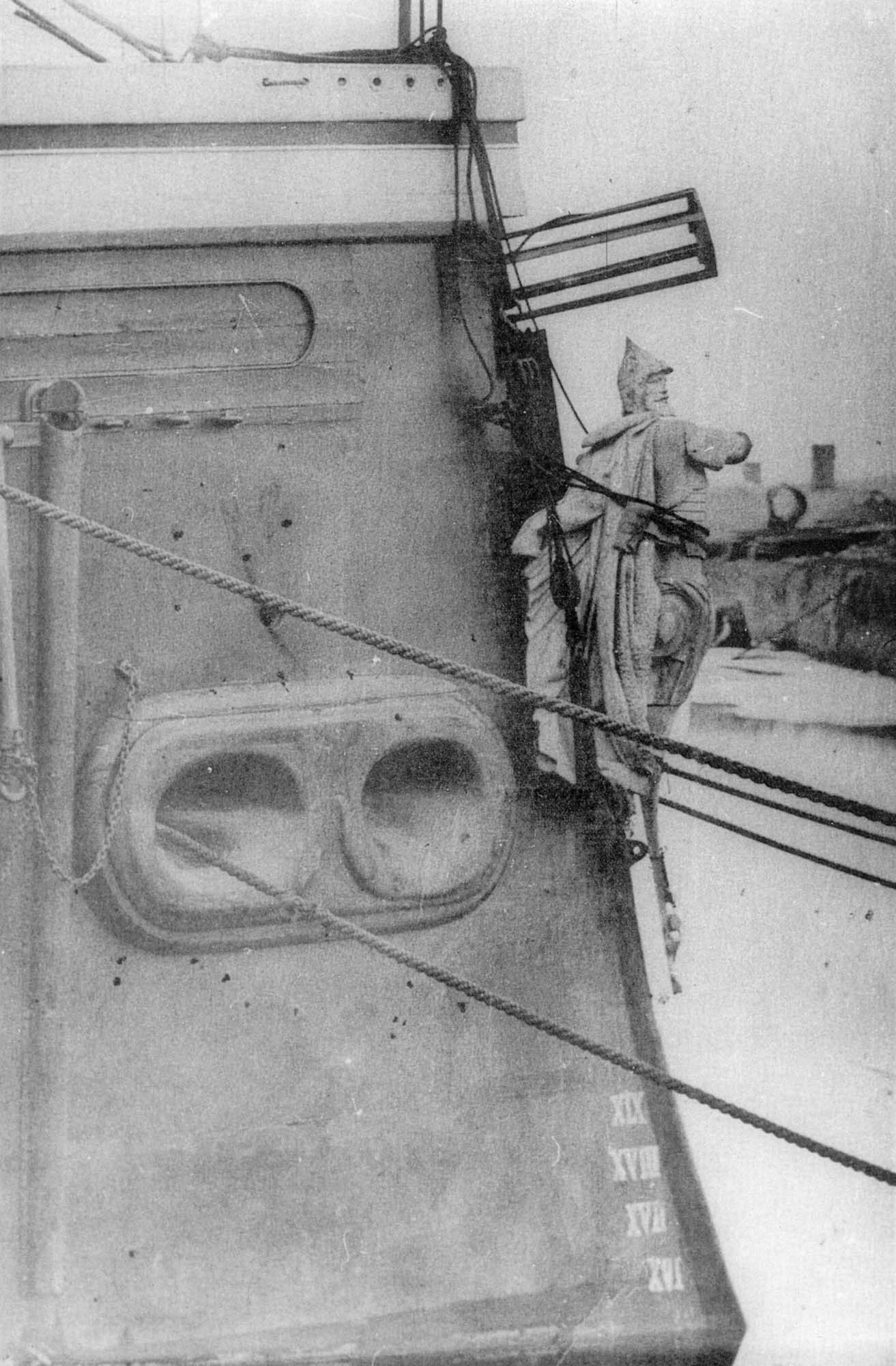
「ポジャールスキー公」の名に因み武人を象った船首像。

建造までに、元設計には若干の変更が加えられた。装甲を含む船体幅は強度を増すために 14.94 m まで拡張され、喫水も 5.64 m まで増加した。当初設計時に予定された公称出力 450 馬力の機関は、 600 馬力のものへ変更された。排水量は、 4137 t に上った。 8 門の 300 ポンド（229 mm）砲は、閉鎖砲座へ配置された。垂直竜骨はの厚みは、仕様書によれば 15.9 mm になった。水平竜骨の外板ならびに内板は、それぞれ 25.4 mm と 19 mm になった。外側覆いの厚みは、 15.9 mm から 17 mm に増やされた。イジョール工場には、厚み 114 mm、重量にして 615 t の装甲板 193 枚が発注され、これらは 2 層からなる厚み 457 mm のインド・チーク製の裏地の上に装着されることになった。資材は国内調達とされていたが、このインド・チークは国外への注文が許可された。機関とボイラーは、ベルト工場へ発注された。
建造は、1864年11月18日からガレー島造船所で開始された。同造船所は、それまでに装甲砲台「ネ・トローニ・メニャー」や装甲艇「スメールチ」の建造実績があった。進水は遅くとも1866年8月までに行うこととされ、1867年6月までには配備できるようにとの達しがあった。1865年5月29日付けで「8 門級装甲コルベット」は艦船名簿に登録され、「ポジャールスキー」（«Пожа́рскій»）と命名された。1866年7月4日には、「ポジャールスキー公」（«Князь Пожа́рскій»）に改名された。同年11月8日からは、類別も装甲フリゲートに改められた。建造監督官は、艦船技師の A・F・ソーボレフ 2 等大尉が務めた。

### 改設計
建造中にも設計変更や改善が加えられたため、工事は遅延して進水は丸一年遅れ、1867年8月31日になってようやく進水式が行われた。その間、1867年初めまでに新しい仕様書が作成された。そこには、建造中に加えられた変更点がすべて記載されていた。

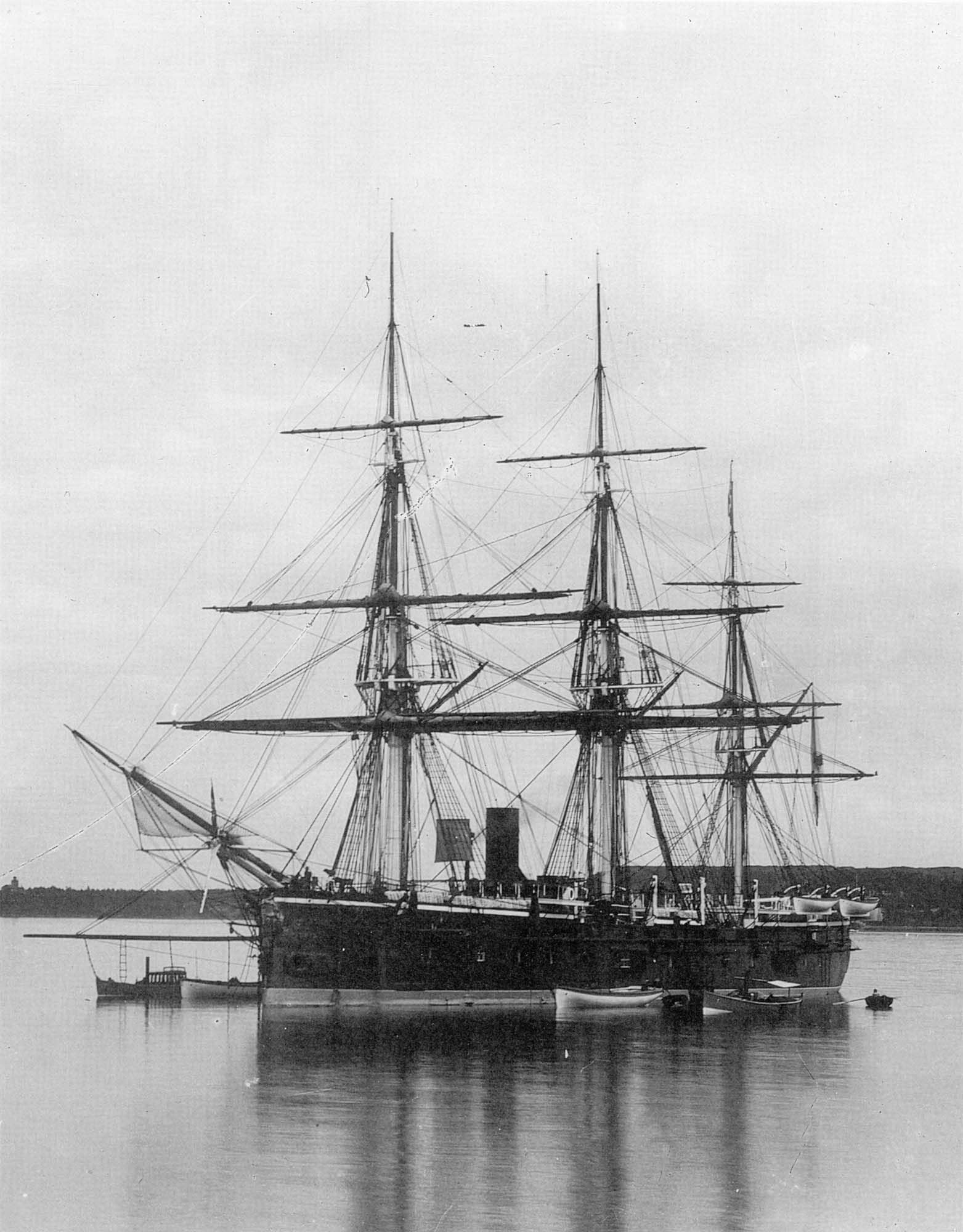
レーヴェリ停泊地における「ポジャールスキー公」。

装甲は強化され、その総重量は 652 t にまで増加した。装甲帯では、山形鉄からなる内部の鉄製外皮を持った二重のチーク製裏地の上に、装甲が取り付けられた。追加の鉄板や圧延された鉄 114 t をチーク製パッキング 216 t のあいだに挿入して、防禦装甲が強化された。イジョール工場では、厚み 4.5 インチ（114.3 mm）の装甲板が砲廓用に、 4 インチ（101.6 mm）の装甲板が船体喫水線部分の装甲帯用に製造された。また、装甲砲台「ペールヴェネツ」同様に鉄管製の檣で補強され、船尾には重量 210 kg の錨 2 基が追加された。戦闘司令塔も設置されたが、その重量は 76 t であった。こうした変更のために荷重バランスに変化が生じ、艦全体の重量配分に設計変更を強いた。
武装に関しても補強や砲門、弾薬庫などについて何度か設計変更を受けたが、準備に手間取っていた新しい 229 mm ライフル砲のかわりに、艦が巡洋艦任務に使用されることを考慮し、閉鎖砲座へ 203 mm 砲 8 門、船首と船尾の旋回プラットフォーム上へ 152 mm 砲 2 門を装備することが決定された。これにより、追撃戦や逃走戦の際に絶え間ない砲火を敵艦に浴びせることが可能になった。
改正仕様書によれば排水量は 4505 t に達し、垂線間長は 265 フィート（80.8 m）、最大幅は 49 フィート（14.9 m）、図面上の喫水は、船首部分で 17 フィート 10 インチ（5.4 m）、船尾部分で 22 フィート 1 インチ（6.7 m）となった。機関出力は公称出力で 600 馬力、図示出力で 2835 馬力となった。結果として、イギリスの装甲フリゲートに対するロシア艦の速力における優位は、達成されなかった。図示出力 6521 馬力の動力装置によって 14 kn の速力を持つ「ベレロフォン」に対し、「ポジャールスキー公」の速力は 11.9 kn にしかならなかったのである。
「ポジャールスキー公」の建造では、ロシア国産の鉄から建造するという目標は達成された。機関とボイラー、それにスクリュープロペラは、国内のベルト工場で製造された。防禦装甲には、イジョール工場で製造された初めての装甲板が用いられた。最終的に、船体価格は 103 万 5479 ルーブリで、機関価格は 38 万 4140 ルーブリであった。

### 武装

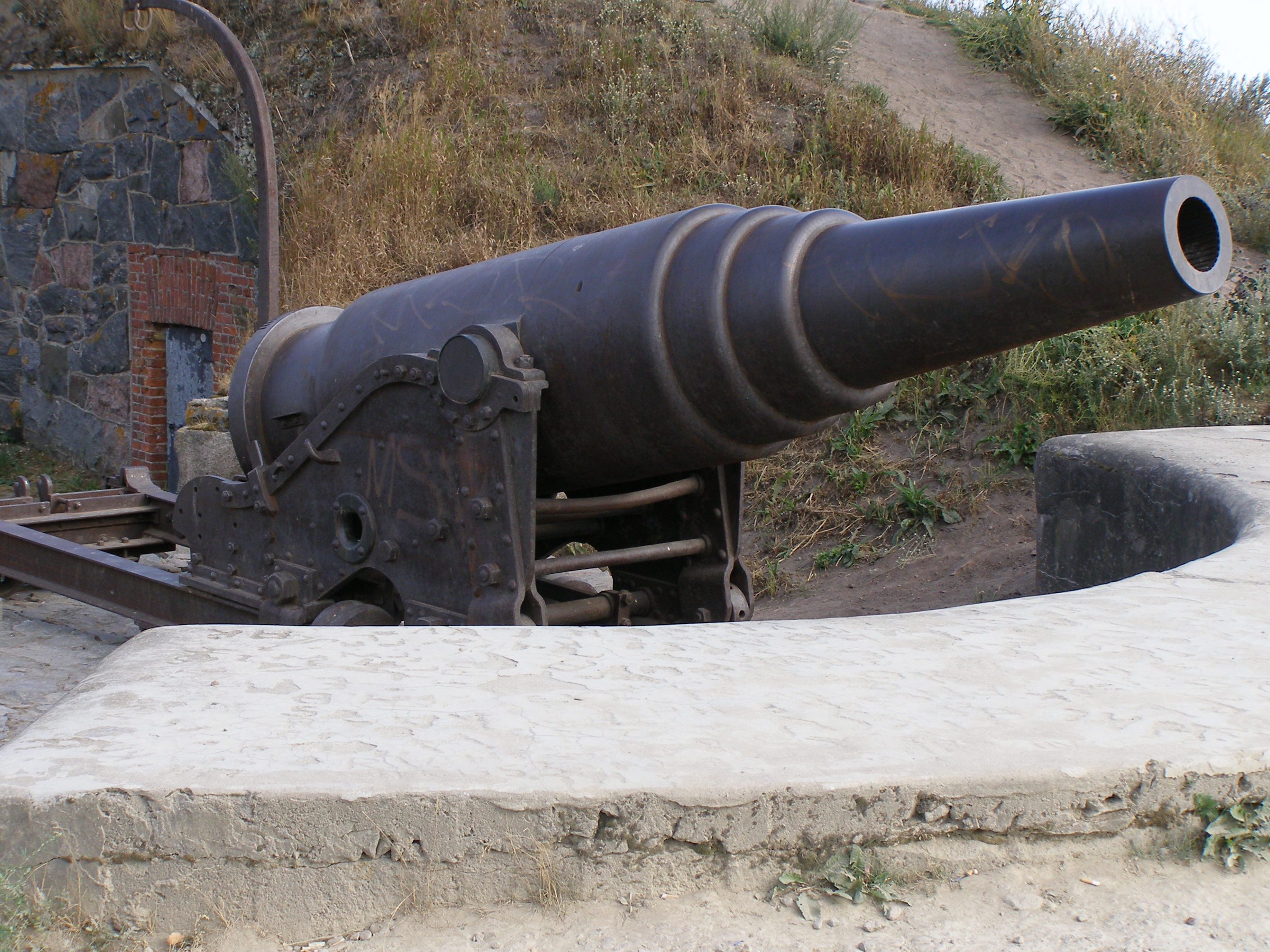
「ポジャールスキー公」が搭載したのと同型の1867年式 9 インチ砲。写真はスオメンリンナの要塞で要塞砲として用いられたもの。

武装は当初、1867年式 17.3 口径 9 インチ（229 mm）砲を採用していた。これは元々砲塔装甲艇に搭載するために1863年にドイツ国から購入されたクルップ砲で、技術不足に起因する製造時の不備を修正するため1864年にクルップ社へ返品された 19 門であった。この 19 門は1868年末にロシアへ返却され、フリゲート「ポジャールスキー公」に 8 門、双砲塔艇「ルサールカ」と「チャロヂェーイカ」に 2 門ずつ搭載された。
この砲は射角 +8 度 40 分で 3704 m、 +19 度で 6400 m の射程を持っていた。使用砲弾は、通常の鋳鉄製の場合は 3.5 ないし 4.5 kg の黒色火薬を用い、信管が付いていた。硬鉄の場合は信管がなく、黒色火薬の量も 0.8 kg だけであった。
クロンシュタット砲台長官であった F・V・ペースチチ少将は、「ポジャールスキー公」専用に鉄製の旋回式舷側砲架を設計した。巻き揚げ機構は 2 基の螺旋からなっており、射角は垂直方向に -4 度から +8.5 度であった。砲架巻き揚げ時には、 -4 度から +8 度まで 2 分 15 秒で射角を変えることができた。管状部分の長さは 2337 mm、幅は 1454 mm であった。プラットフォームの長さは 4267 mm、幅は 1530 mm であった。プラットフォームの傾斜角は、 1.5 度に設定してあった。甲板から砲門下部脇柱までの距離は、 762 mm で、砲門外側寸法は 984.6 mm であった。砲架の重量は 2602 kg で、プラットフォームの重量は 2641 kg であった。「ポジャールスキー公」は、この装置を閉鎖砲廓内に装備した。
「ポジャールスキー公」に装備された 17.3 口径 9 インチ砲は古い鋳鉄製カバーを 16 箇所の固定環に交換したものであった。これを、新規に設計した 21 箇所の固定環を持つ 20 口径 9 インチ砲に変更する要求が出されたが、この砲の製造がクルップ社へ発注されたのが1868年7月のことであり、「ポジャールスキー公」の就役に間に合わなかったため、 9 インチ砲の搭載は中止して 8 砲を搭載することになった。

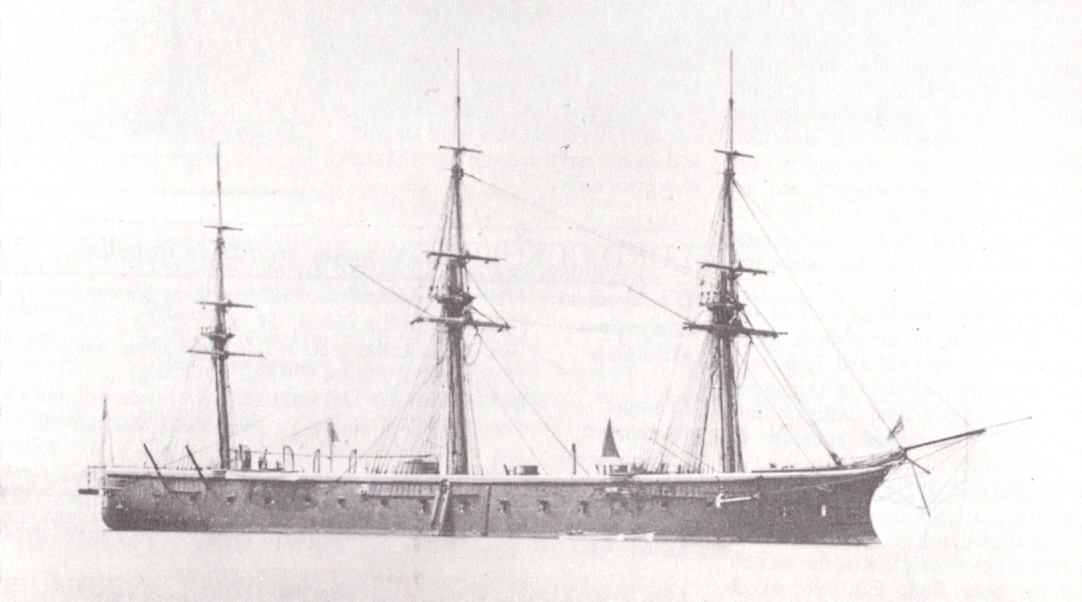
「ポジャールスキー公」の原型艦、装甲フリゲート「ベレロフォン」。設計上は中央砲門艦に分類される。竣工した1866年頃の撮影。

武装の換装工事が施工され、 9 インチ砲は撤去された。かわりに搭載されたのは1867年式 21.9 口径 8 インチ（203 mm）砲で、 8 門を搭載した。これにより、装甲巡洋艦 4 隻すべてが同じ主砲に揃えられることになった。この砲では、砲弾は鋳鉄製と硬鉄製の両方があり、鉛製外皮の厚みにより砲弾重量は 73.7 kg から 84.8 kg になった。黒色火薬は、鋳鉄製砲弾の場合 2.64 kg 搭載されていた。装薬 10.2 kg を用いて射角 19 度 27 分で射撃した場合、射程は 5335 m であった。
このほかに、1878年までに1867年式 23.3 口径 6 インチ（152 mm）砲 8 門、1867年式 19.7 口径 4 ポンド（86.87 mm）砲 8 門、速射砲 4 門が搭載された。
こうした武装の変遷は、タイプシップの「ベレロフォン」に類似している。「ベレロフォン」も竣工時には前装式ライフル砲の 9 インチ砲 10 門と 7 インチ砲 5 門を装備し、1885年に後装式艦砲へ換装し、 8 インチ砲 10 門、 6 インチ砲 4 門、 4 インチ砲 6 門、それに 16 インチ魚雷発射管 2 門を装備している。

### 就役
「ポジャールスキー公」は、1869年に竣工した。艦は事実上の試験艦であり、その後も改修作業が続けられることになった。特に1871年には、バルト海装甲艦実習艦隊長官 G・I・ブタコーフ海軍中将の意見に従い、近接戦闘時における銃撃に対する防禦として、すでに撤去されていた戦闘司令塔のかわりに中間艦橋上方に厚み 50.8 mm の装甲覆いが取り付けられた。

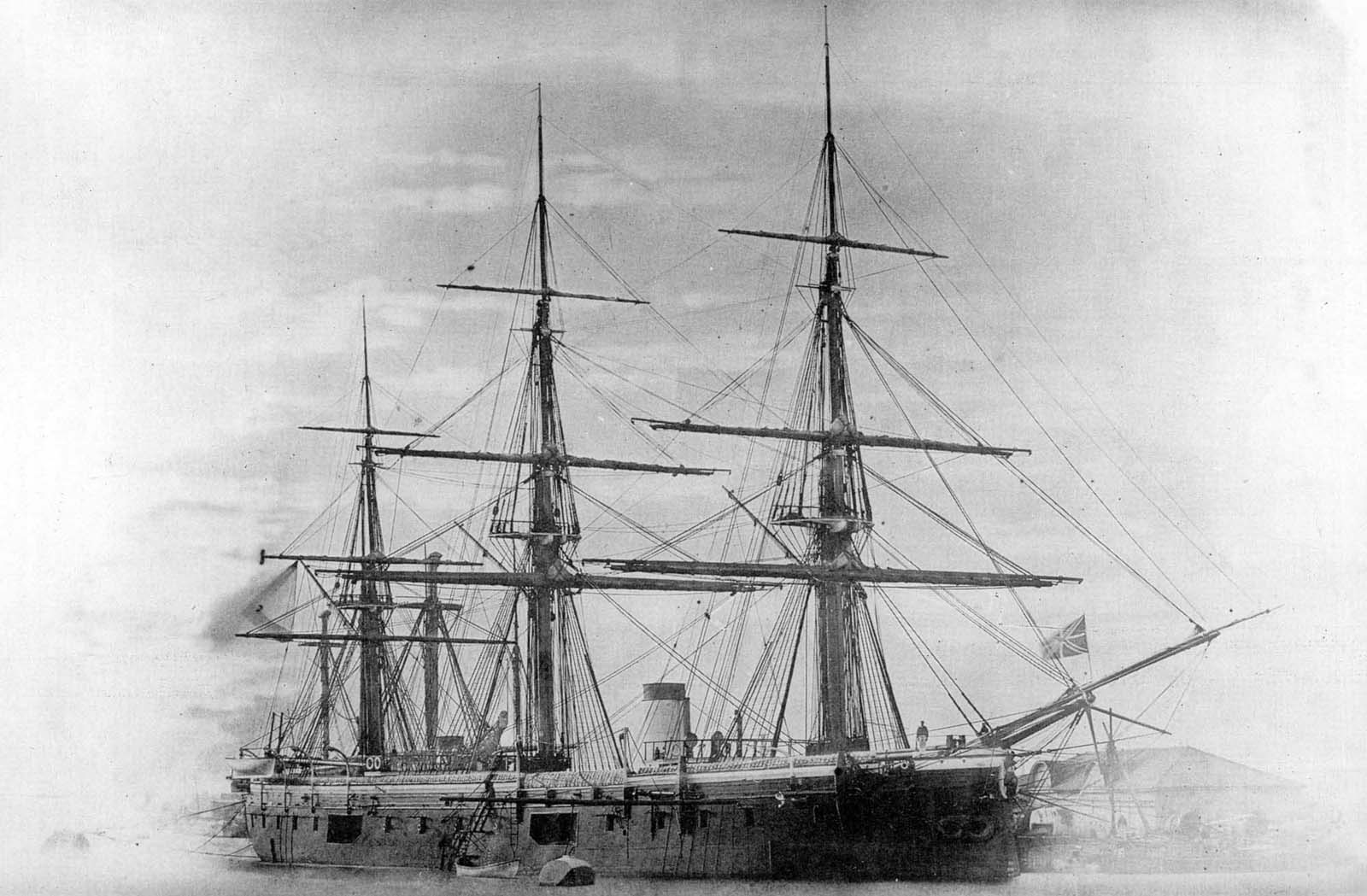
初期の「ポジャールスキー公」。1875年に装甲巡洋艦へ改修される以前の姿。

様々な改修を受け続けながら、「ポジャールスキー公」は1869年と1870年、そして1871年に試験航海のためにバルト海へ送られた。しかし、新機軸を満載する改設計を積み重ねた結果、当然に生じた過載によって艦は期待された「良好な航洋性」を発揮できなかった。結局、1872年に「ポジャールスキー公」はロシアにおける装甲巡洋艦隊建設の権威であったA・A・ポポーフ海軍少将の指揮下に移された。ポポーフは改めて艦を全面的な海上試験に掛けた結果、欠陥は設計図や船の構造にあるのではなく、「いくつかの重量物の配置の狂いと檣の不均衡にあり、あまり大掛かりではない二義的な船体内部の調整を施せば、このフリゲートは優れた海洋軍船に仕上がるであろう」と結論付けた。実際、調整を行ったところ満足の行く結果が得られ、1873年夏には実習航海と駐屯警備のため地中海まで派遣されることになった。バルト海を抜けた「ポジャールスキー公」は、イギリスに立ち寄りつつ地中海まで遠征を果たした。地中海において、「ポジャールスキー公」はマルタからピレウスへ移動中に猛烈な嵐に見舞われたが、これにも耐え抜いた。こうして、「ポジャールスキー公」は初めてクロンシュタットから出港してバルト海の境を越えた装甲艦となったのである。

### 大洋巡洋艦
「ポジャールスキー公」は、1875年秋に無事にクロンシュタットへ帰港した。そして、艦を大洋巡洋艦型により一層近づけるための改修工事が施工された。

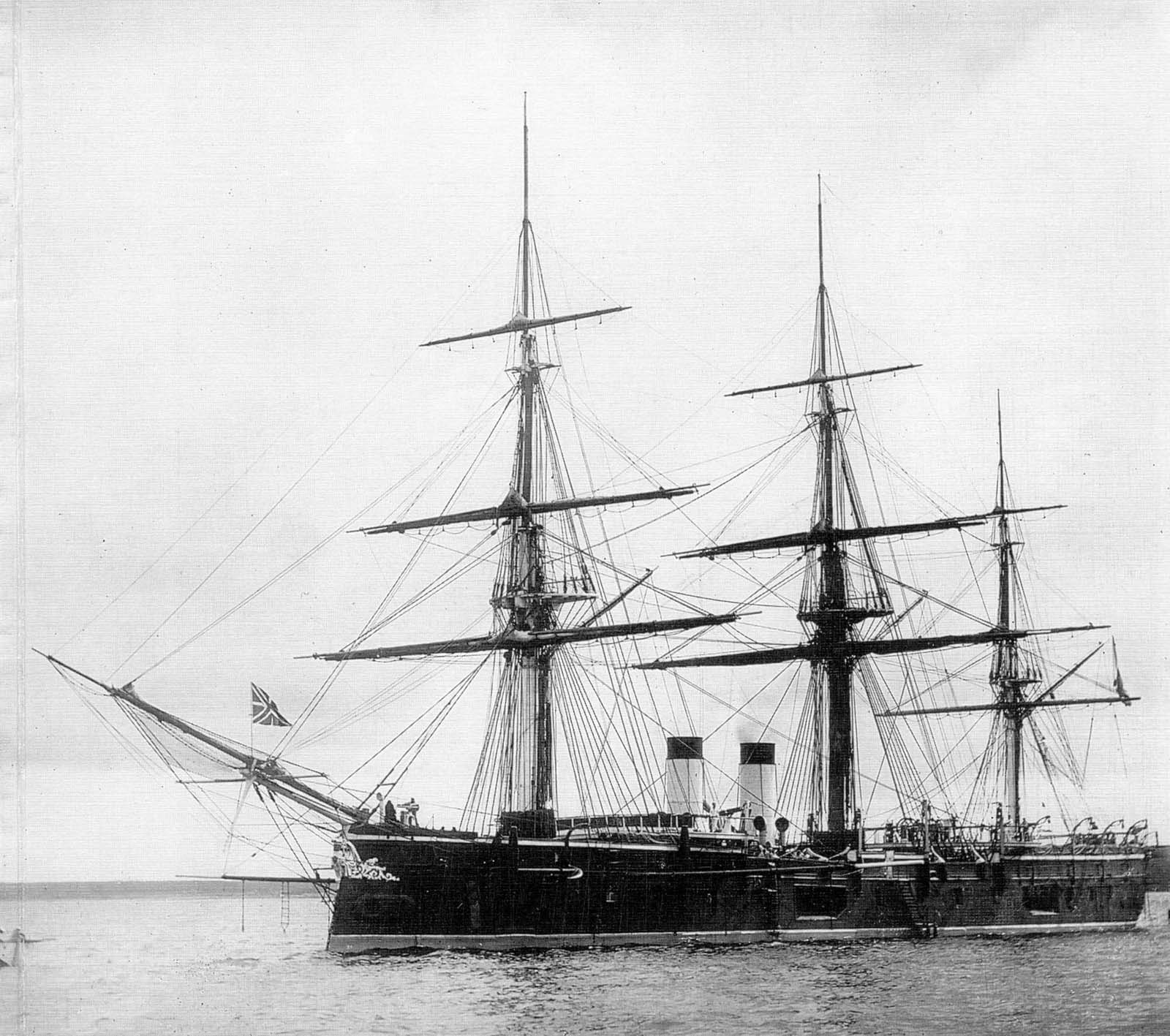
装甲巡洋艦へ改修後の「ポジャールスキー公」。

船体水中部分は、一列の通しボルトで留められた木製外板と亜鉛板で覆われた。機関はオーバーホールを受けた。古びた 6 基のボイラーに替えて、新しい 8 基のボイラーが設置された。煙突は 1 基だけであったのが撤去され、 2 本に増やされた。そのうちひとつは固定式で、もうひとつは取り外し可能なものであった。砲熕兵装は 203 mm 砲と 152 mm 砲、それに 87 mm 砲をそれぞれ 8 門ずつといくつかの 16 mm および 44 mm 速射砲になった。加えて、棹式・折り畳み式・曳航式の外装水雷も使用できるように改修を受けた。
1877年秋に行われた試験において、ボイラー圧力は 1.54 気圧になり、機関は 2214 馬力の出力を記録した。これにより速力は喫水 6.26 m において 11.9 kn、喫水 6.36 m においても 11.7 kn に達し、従って1872年に行った試験の際より丸々 1 kn 速くなった。燃料の石炭積載量は 365 t だけであり、この量では仕様書通りの燃料消費率 2.95 t/h を発揮したとしても最大速度で 123 時間しか航行できなかった。帆の面積は、約 2200 m2 であった。大檣の甲板からの高さは 16.5 m、檣の重量は 135 t であった。 4 基搭載されたアドミラル・アンカーの重量は、 16.8 t であった。錨鎖は太さ 54 mm で長さは 500 サージェン、重量は約 56 t であった。乗員数は士官が 24 名で、水兵は 470 名以上となり、全部で 500 名近くに上った。
装甲巡洋艦へ改装された「ポジャールスキー公」は、「ゲネラール＝アドミラール」級の 2 隻とともに太平洋巡洋艦分遣隊の中核を構成する 3 番目のフリゲートとなった。その 4 隻目は、「ポジャールスキー公」の姉妹艦「ミーニン」である。

### 遠洋航海

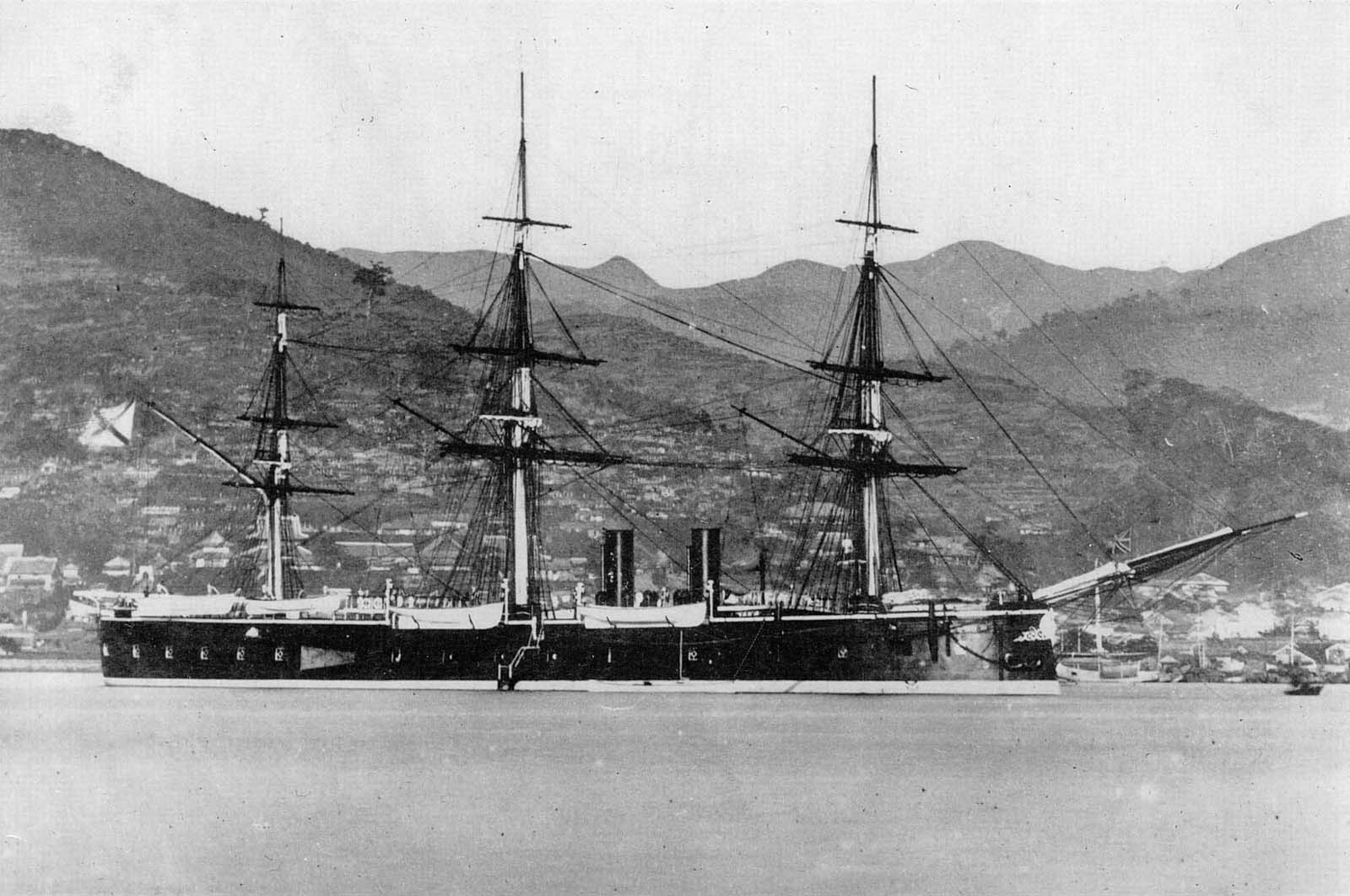
極東における装甲巡洋艦「ポジャールスキー公」。

1878年には、二度目の地中海航海を行った。同年5月に本国を発ち、地中海では前回と同様の任務に就いた。ロシア大使館のあったピレウスを根拠地に、ギリシャ、イタリア、フランスの諸港を巡った。
1880年4月には、「ポジャールスキー公」は極東へ向けた 4 箇月の航海へ赴いた。極東へ到着した「ポジャールスキー公」はシベリア小艦隊に編入されそのまま現地へ留まることが予定されたが、1881年9月にはウラジオストクを発ってピレウスへ戻った。翌1882年には、クロンシュタット投錨地へ帰還した。
この 4 年間にわたる外国航海は、時間にしても距離にしても、ロシア海軍の中でも最も長い航海のひとつとなった。 51 箇月のあいだに「ポジャールスキー公」は 4 万 900 海里を航行し、そのうち 8163 海里で帆走、 188 海里で機走を行った。機関は 5213 時間稼動し、全部で 1 万 6000 t の石炭が消費された。

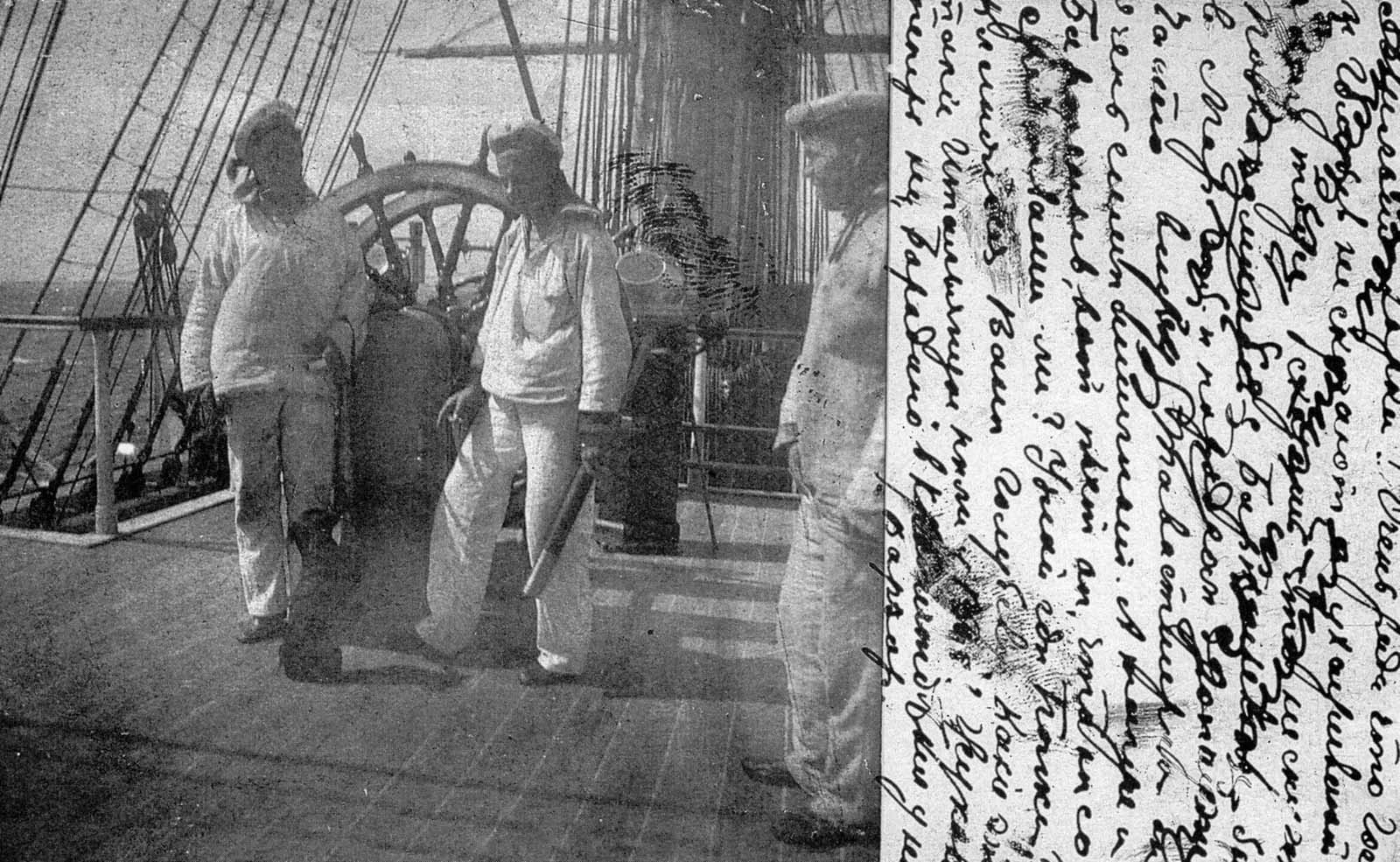
伝統的な舵輪を用いた「ポジャールスキー公」の操舵装置。絵葉書の写真。

また、この航海は艦船のシステムや機関、全軍事技術の信頼性や効果の確認テストには絶好の機会となった。1880年にソコトラ島沖のアラビア海を航行していた際に遭遇した嵐の中では、舵手 6 人掛りで進路を維持するのがやっとであった。このことからも、手動式舵輪から機械式操舵伝動装置への移行の必要性は明らかであった。探照燈のような電気式照明器具の必要性もまた、確認された。
機雷を敷設する際に、デリックを用いたり船体からの板作りの張り出しから投下するのは不便であるというのことも認識されたが、この問題について考えた若い水雷士官 V・A・ステパーノフ海軍少尉は後年、新しい水上機雷敷設方法を発明してこの道の世界的権威になった。
船体を覆う亜鉛製外板は長崎造船所においてドック入りした際に交換されたが、南洋の遠距離航海の途上で貝類や海藻などの付着物が増え続けた。付着物によって生じる大きな抵抗と、ボイラー 1 基が故障したこと、それに過積載が原因となって、艦は最大でも 9.76 kn の速力しか発揮できなくなった。
1880年まで残っていた古い武装は、 203 mm 砲 2 門と 152 mm 砲 2 門、 87 mm 砲 4 門だけになっていた。撤去された武装のかわりにより射撃速度の速いバラノーフスキイ式 20 口径 2.5 インチ（63.5 mm）上陸砲 2 門とオチキス式 25 口径 47 mm 5 砲身砲 4 門、オチキス式 20 口径 37 mm 5 砲身砲 5 門、 15 インチ（381 mm）水上魚雷装置 2 門が搭載された。

### バルト海実習艦隊の旗艦

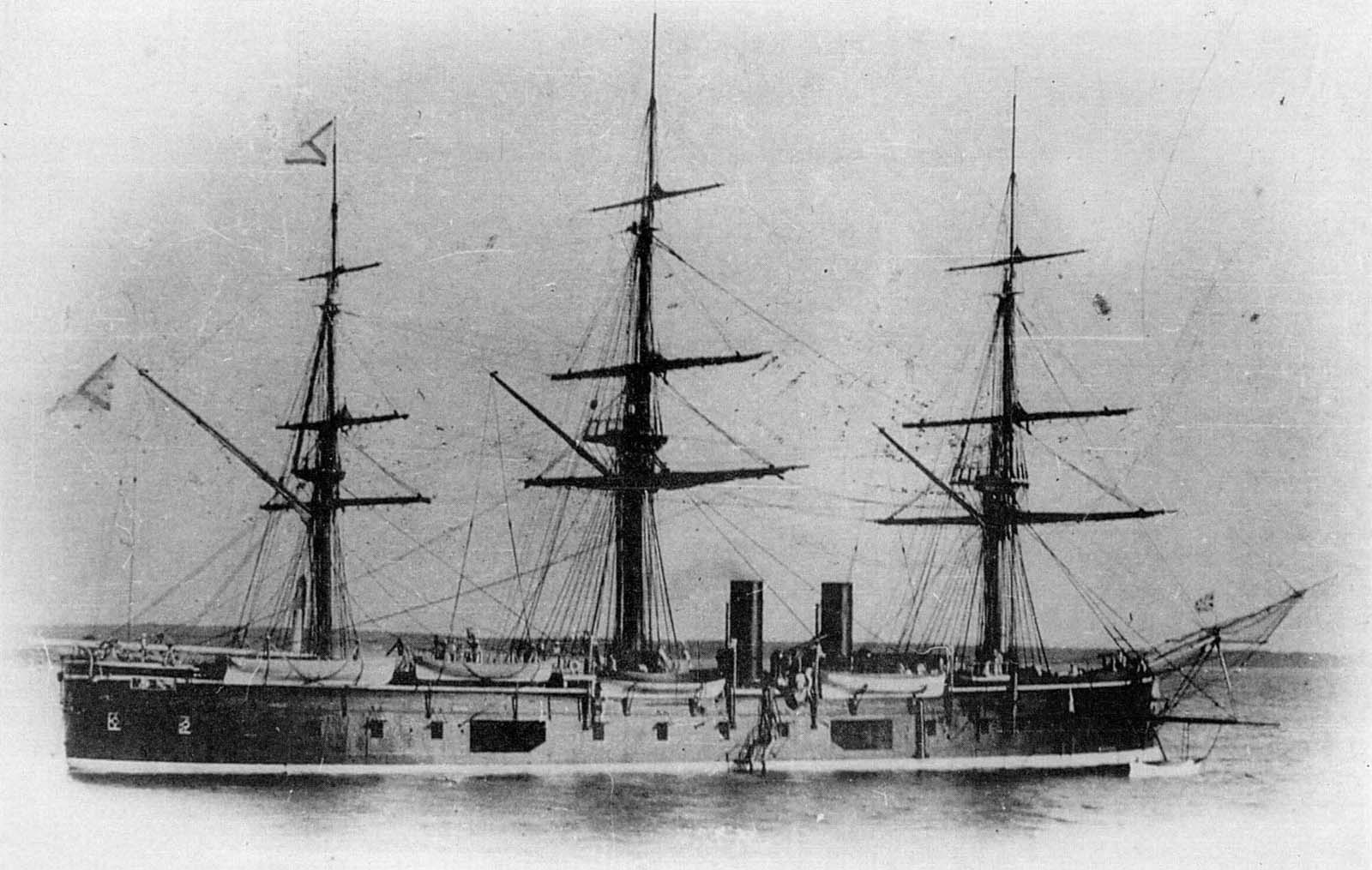
後檣上に提督旗を掲げた「ポジャールスキー公」。

艤装と旗艦に関する一連の作業の検査が済んだのち、「ポジャールスキー公」はバルト海実習艦隊の旗艦に任命された。1884年に皇帝アレクサンドル3世の御前で催された観艦式でも、旗艦を務めた。
1885年には、艦長に S・P・マカーロフ 1 等佐官が任官した。マカーロフは、「ポジャールスキー公」に一連の重要な技術的新機軸を適用した人物であった。彼がまだ海軍少尉であった1870年代にはもう、その提案に基づき、動脈管を用いた排水装置が「ポジャールスキー公」へ搭載されていた。この装置は艦の生存性を高めるために考案されたが、「ポジャールスキー公」に搭載されたのがロシア最初の排水装置の型であった。1885年には、マカーロフ艦長の指示で衝角攻撃を受けた際に破孔を塞ぐために使用するプラスターが準備された。マカーロフは、嵐の中でも比較的低い位置にある中央砲列の閉鎖した砲門から射撃を行える装置を立案し、「ポジャールスキー公」でその試験を行い成功を収めた。

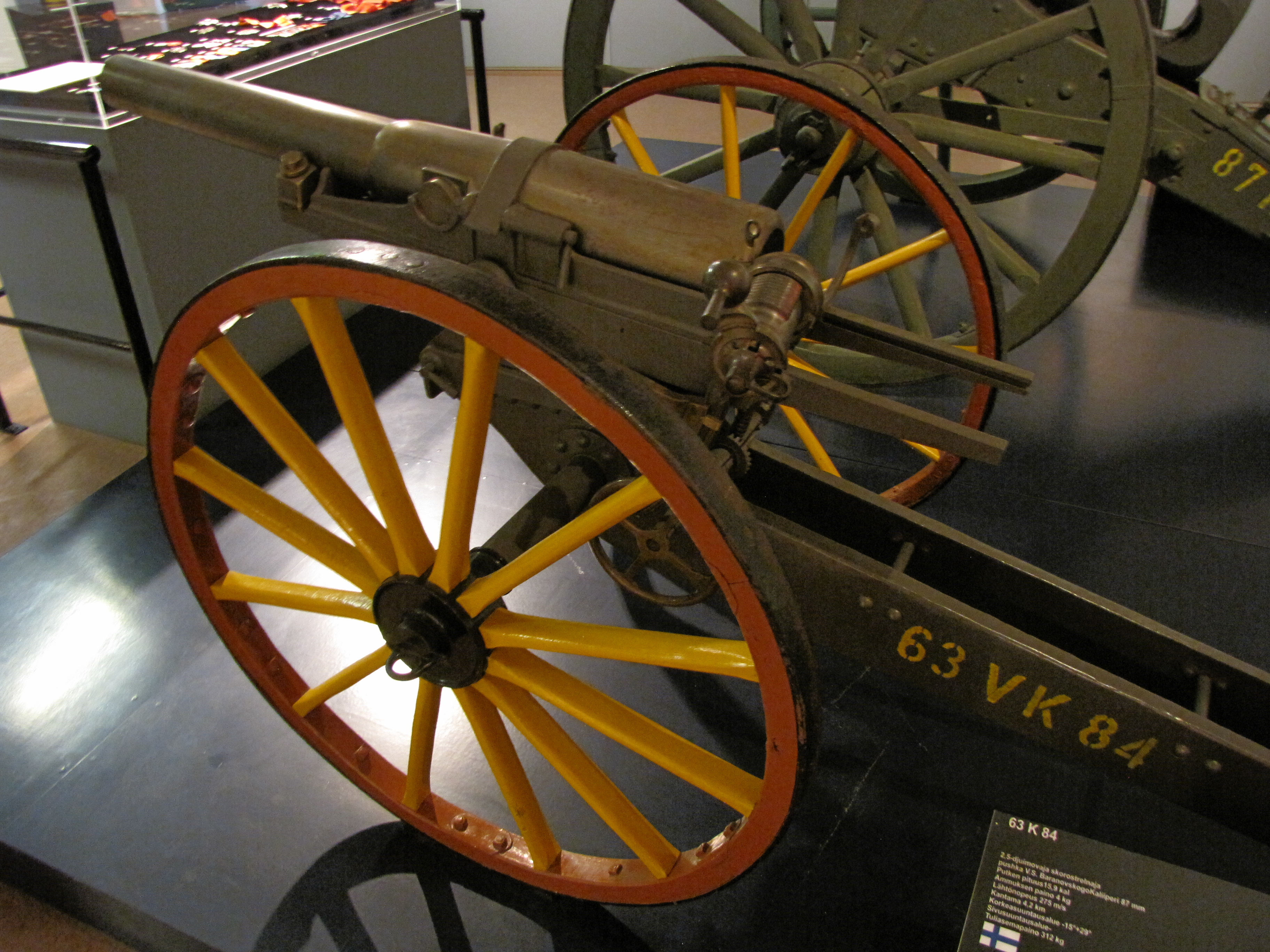
「ポジャールスキー公」にも搭載されたバラノーフスキイ式上陸砲。当初は期待され多くの艦船に搭載されたが、実戦ではまったく役に立たず日露戦争後に全廃された。

1887年には、ボイラーが換装された。1890年の時点で残っていた旧来の武装は、 203 mm 砲 2 門と 152 mm 砲 2 門、 87 mm 砲 4 門だけになっていた。撤去された武装のかわりにより射撃速度の速いバラノーフスキイ式 20 口径 2.5 インチ（63.5 mm）上陸砲 2 門とオチキス式 25 口径 47 mm 5 砲身砲 4 門、オチキス式 20 口径 37 mm 5 砲身砲 5 門が搭載され、加えて 水上魚雷装置 2 門も装備された。。なお、バラノーフスキイ式上陸砲は、車輪付き砲架を用いて上陸戦時に使用できる速射砲であった。その後、1904年まで艦上に残された大口径砲は、とうに旧式化した、木製砲架に載せられた 152 mm 砲 1 門だけであった。
「ポジャールスキー公」は1892年に 1 等巡洋艦に類別を変更されたが、すでに軍事的な存在意義は薄れていた。1893年と20世紀初頭にはいくつかのオーバーホール案が出されたが、いずれも実施されなかった。めまぐるしい技術革新が齎された時代にあって、「ポジャールスキー公」に残された役目は練習艦としての任務だけであった。1897年からは、海軍幼年学校の船舶分遣隊に編入され、ほぼ毎年のように夏季の実習航海に従事した。1906年3月11日から、正式な類別も練習船となった。1909年10月27日には第1号繋留廃艦となったが、このとき同時に同世代の軍艦「スメールチ」が第2号繋留廃艦となっている。第1号繋留廃艦は、1911年4月1日付けで海軍から除籍された。やがて解体されたものと見られ、同日付けで第1号繋留廃艦の名はモニター艦「ラーヴァ」へ受け継がれている。

## 艦長
| 代 | 氏名                       | 在任期間    | 出身校                   | 前職                                               | 後職                                         | 備考                                           |
| -- | -------------------------- | ----------- | ------------------------ | -------------------------------------------------- | -------------------------------------------- | ---------------------------------------------- |
|    | A・A・クプリヤーノフ       |             |                          |                                                    |                                              |                                                |
|    | V・G・バサルギーン         | 1867/-1877/ | 海軍兵学校               | コルベット「ルィーンダ」艦長                       | 装甲艦「ピョートル・ヴェリーキー」艦長       | 1873/まで海軍少佐、1877/まで 2 等佐官          |
|    | P・P・トィルトフ           | 1880/-1881/ | 海軍幼年学校             | 沿岸防衛装甲艦「ネ・トローニ・メニャー」艦長       | 装甲フリゲート「ヴラジーミル・モノマフ」艦長 |                                                |
|    | S・P・マカーロフ           | 1885/-1885/ | ニコラエフスク航海士学校 | 蒸気船「タマーニ」艦長                             | 防護コルベット「ヴィーチャシ」艦長           |                                                |
|    | V・K・ギールス             | 1905/-1906/ | 海軍兵学校               | 帝室ヨット「マーレヴォ」艦長                       | 1 等巡洋艦「ボガトィーリ」艦長               | 練習船「ヴェールヌイ」、「モリャーク」艦長兼任 |
|    | V・S・サルナーフスキイ     | 1906/01/30- | 海軍兵学校               | 艦隊装甲艦「ポベーダ」臨時艦長                     | バルト海沿岸防衛実習分遣隊水雷巡洋艦分遣隊長 |                                                |
|    | K・K・アンドルジエフスキイ | 1908/-1908  | 海軍兵学校               | 海軍省兵学校大佐、サンクトペテルブルク港下級副長官 | 1908/死去                                    |                                                |

出典は脚注参照。

## ギャラリー

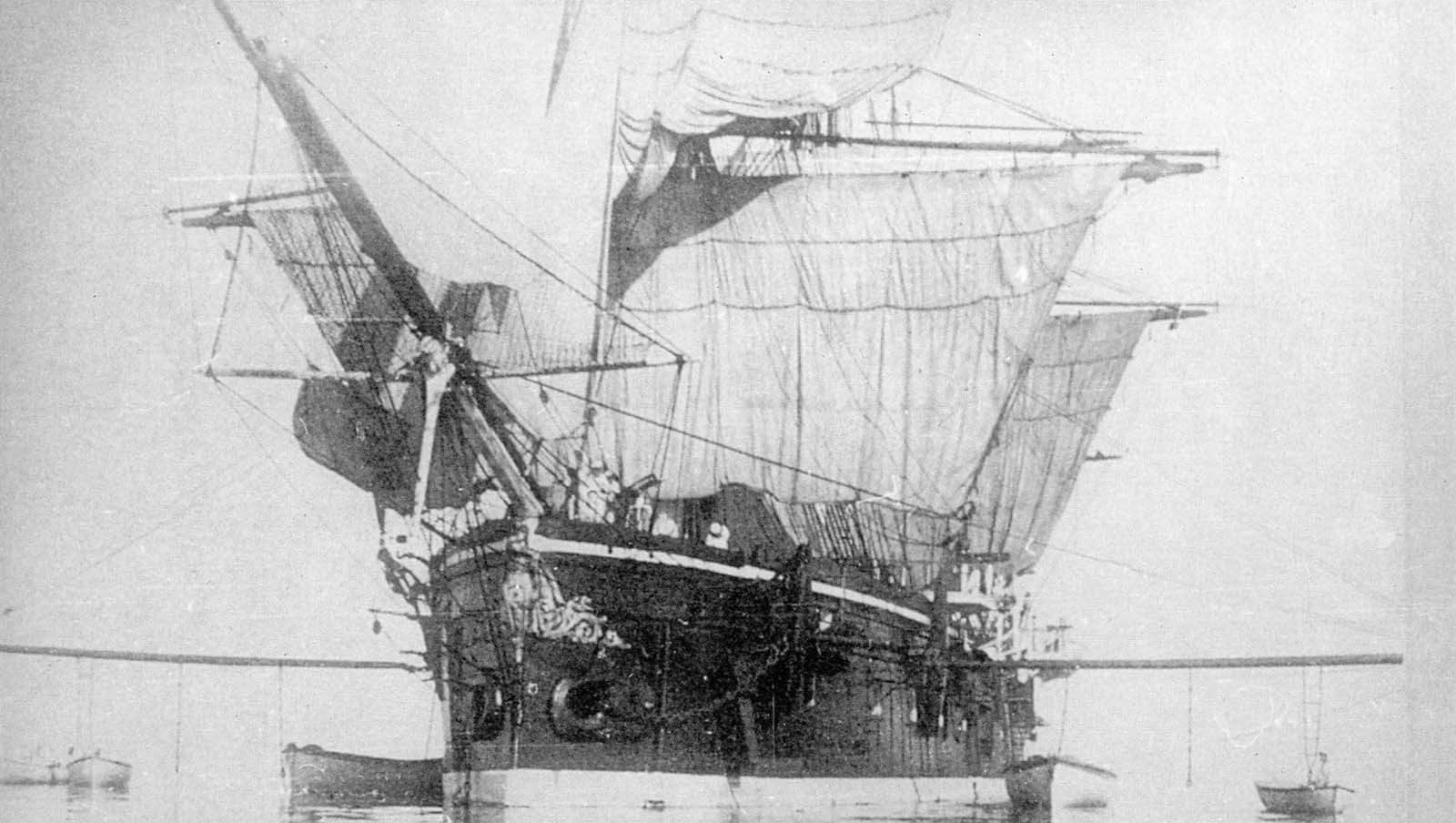
帆と係船桁を張った「ポジャールスキー公」。
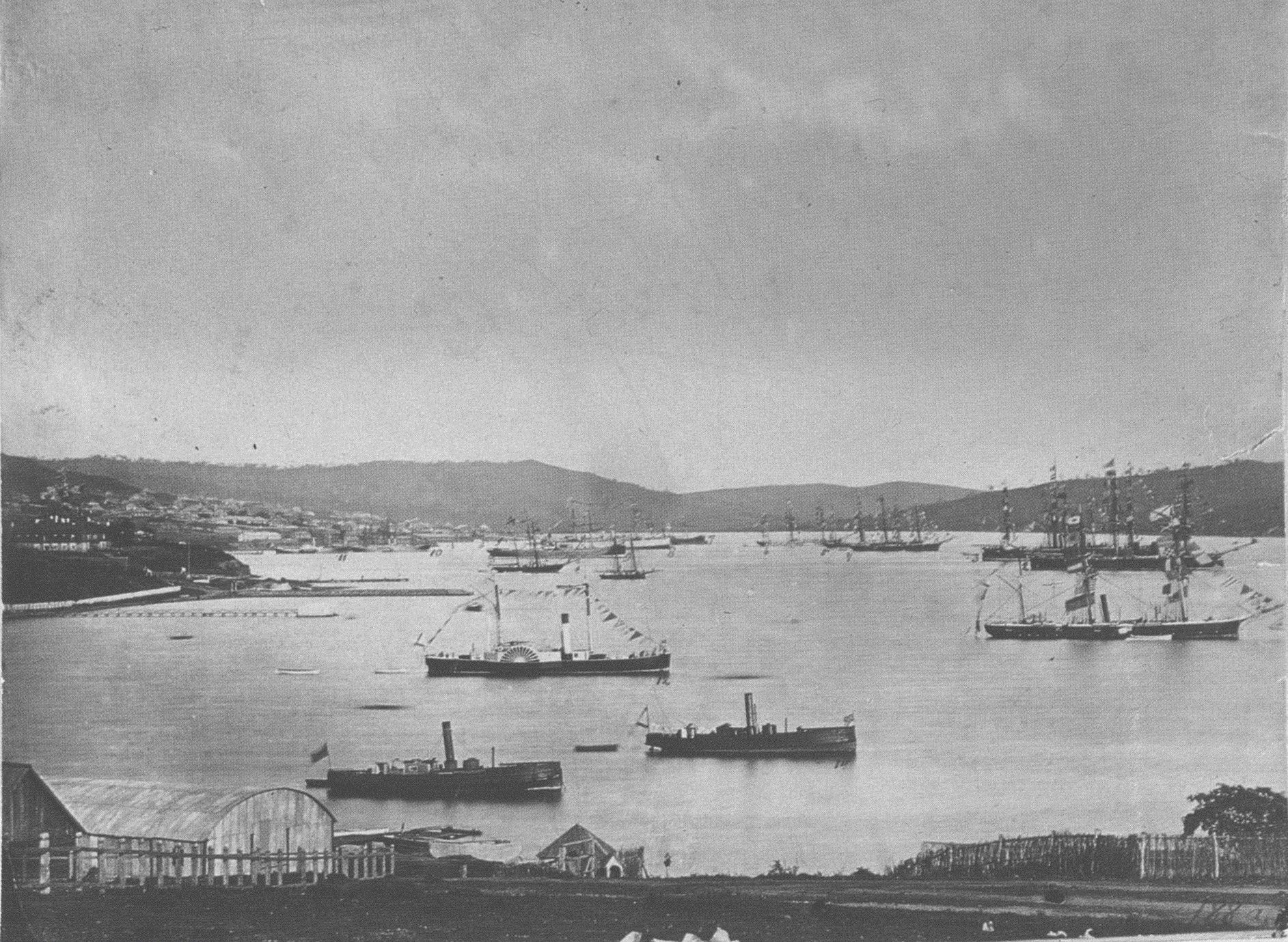
1880年夏のウラジオストク。極東のロシア艦隊が集結しており、右奥に装甲フリゲート「ミーニン」と並んだ「ポジャールスキー公」が見える。その手前と左奥はそれらともに太平洋巡洋艦分遣隊を構成した「クレーイセル」級クリッパーの 3 隻。
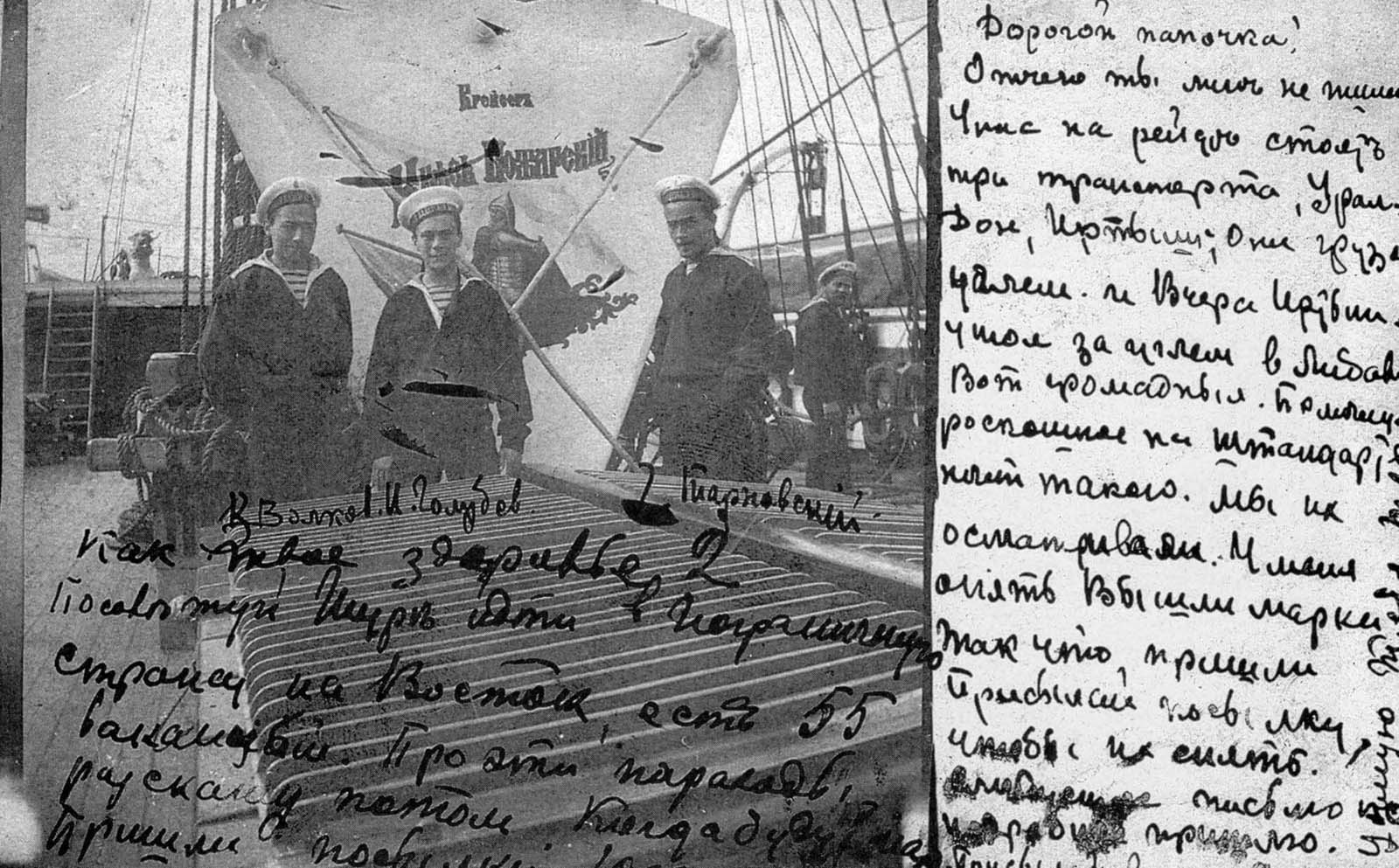
絵葉書の写真。水兵の後ろのボードには、「巡洋艦ポジャールスキー公」と書かれている。